# Scopula sumpta
Scopula sumpta là một loài bướm đêm trong họ Geometridae.